# Ernst Mach
Ernst Mach (18. února 1838 Chrlice – 19. února 1916 Vaterstetten) byl česko-německý teoretický fyzik, filosof, děkan a později i rektor Univerzity Karlo-Ferdinandovy a později (po rozdělení) německé Karlo-Ferdinandovy univerzity.
Narodil se v Chrlicích u Brna. Za 28 let působení v Čechách a na Moravě vytvořil v podstatě celé své fyzikální dílo. Roku 1895 přijal nabídku z Vídně učit filozofii, zejména historii a teorii induktivní vědy. Stal se z něj ateista.
V penzi uveřejnil nejen řadu vědeckých článků, ale dokončil i dvě monografie. Poslední léta svého života (1913–1916) žil s manželkou u nejstaršího syna Ludwiga ve Vaterstettenu. Tam také poblíž městečka Haar den po svých 78. narozeninách zemřel na selhání srdce.
Ernst Mach patří k nejvýznamnějším osobnostem vědy druhé poloviny 19. století především v oblasti experimentální fyziky. Jeho jménem je označena řada fyzikálních veličin a pojmů. Jako vědec proslul svou důkladností, precizností i manuální zručností, svým klidem a jasným, stručným a výstižným formulováním myšlenek. Jako pedagog a filozof byl autorem řady učebnic a přehledných kompendií z oblasti fyziky, stál u zrodu této vědní disciplíny v českých zemích v její novodobé podobě.
Na jeho počest uděluje Akademie věd České republiky Čestnou oborovou medaili Ernsta Macha vynikajícím domácím i zahraničním vědcům v oboru fyzikálních věd.
Hodnota většiny Machových fyzikálních prací je na čase nezávislá. Machův princip, který zavedl Albert Einstein, vedl později k teorii relativity, při výuce fyziky se užívá Machův vlnostroj a Machovo kyvadlo, aerodynamika nadzvukových rychlostí se neobejde bez Machova kužele, Machova úhlu a Machova čísla.

## Biografie

### Raná léta
Ernstovu otci Janovi Nepomuku Machovi (narozen roku 1805 v Hodkovicích nad Mohelkou čp. 64 piaristovi Josefu Machovi a Marii Anně roz. Hürbe ze Záskalí) bylo dvaadvacet let, když jako profesor gymnázia v Praze poznal třináctiletou sestru svého žáka Emericha Lanhause z moravských Chrlic. Už tehdy prý prohlásil, že pokud se někdy ožení, tak jenom s ní. O deset let později, v říjnu 1836, si Josefu Lanhausovou, dceru chrlického biskupského důchodního, skutečně vzal. Protože nebyla ještě plnoletá (podle tehdejších zákonů mohla samostatně rozhodovat teprve ve čtyřiadvaceti), musela mít sňatek písemně povolený od otce. Ten jistě rád souhlasil. Ženich byl totiž v té době vychovatelem u majitele zlínského panství barona Brettona, a to znamenalo solidní společenské postavení s příjmem postačujícím k zabezpečení rodiny.
Jak uvádí matrika v Tuřanech u Brna, dostalo nejstarší ze třech dětí Johanna a Josefy Machových, syn narozený dne 18. února 1838 v čp. 1 (zámek), křestní jména Ernst Waldfried Joseph Wenzel. První dvě byla po otcových zaměstnavatelích (baronce Ernestině a jejím manželovi), třetí a čtvrté po dědech z otcovy a matčiny strany.
„Z doby před koncem svého druhého roku mám mnoho živých, zvláště zrakových vzpomínek,“ píše Mach ve své autobiografii. „Později jsou vzpomínky řidší, ačkoliv jsem přestěhováním rodičů přišel do nového prostředí, totiž do dolnorakouského Moravského pole, kde otec koupil osamělou rolnickou usedlost“. Od roku 1840 byl dvanáct let Ernstovým domovem Untersiebenbrunn. Až na krátké období (1847–1848), kdy navštěvoval primu benediktinského gymnázia v Seitenstettenu (a dostal od tamějších pedagogů hodnocení „sehr talentlos“ s radou, aby místo studií šel raději na řemeslo nebo zkusil obchodovat), pečoval o jeho výchovu sám otec. Naštěstí nezůstal jen u předmětů, které potřebují řemeslníci a hokynáři, ale učil syna i latině, řečtině, dějepisu, algebře a geometrii. Když bylo Ernstovi čtrnáct, šel skládat přijímací zkoušku do sexty kroměřížského piaristického gymnázia. Ukázalo se, že ho otec na střední školu připravil výborně. Znalostí měl dost: chyběla jen praxe, jak obstát mezi spolužáky. „Ze začátku jsem moc dobrý dojem nedělal, protože všechnu k tomu nutnou obratnost a školské chytráctví bylo třeba teprve získat“. Bude poctivé nezamlčet ani další Machův názor na výchovu. „Neznám nic strašnějšího než ubohé lidi, kteří se učili příliš mnoho. Místo zdravého silného úsudku, který by se byl snad vyvinul, kdyby se neučili ničemu, se jejich myšlenky úzkostlivě plíží stále po týchž cestách za jakýmisi slovy, větami a formulacemi. To, co mají, je pavučina myšlenek, příliš slabá, aby se na ni dalo spoléhat, ale dost komplikovaná, aby popletla“.
Po maturitě (1855) se Mach zapsal na vídeňskou univerzitu, vystudoval matematiku a fyziku a ve dvaadvaceti (1860) získal doktorát. Další rok se habilitoval, několik let působil ve Vídni jako soukromý docent, v šestadvaceti byl jmenován profesorem matematiky a zanedlouho (1866) i fyziky na univerzitě ve Štýrském Hradci. Zjara 1867 odešel do Prahy přednášet experimentální fyziku a ještě téhož roku v létě uzavřel sňatek se svou velkou láskou Luisou Marrusigovou (Ludovica Marussig). Za 28 let působení na Moravě a v Čechách vytvořil podstatě celé své fyzikální dílo. Roku 1895 přijal nabídku z Vídně učit filozofii, zejména historii a teorii induktivní vědy. Jeho nové aktivity přerušil v červenci 1898 záchvat mrtvice, po němž mu natrvalo ochrnula pravá polovina těla. Psát sice mohl, přednášet ale jen s největšími obtížemi. I když 1. května 1901 odešel do penze, vůbec to neznamenalo, že přestal pracovat. V penzi uveřejnil nejen řadu vědeckých článků, ale dokončil i dvě monografie. Poslední léta (1913–1916) žil s manželkou u nejstaršího syna Ludwiga, který měl nedaleko Mnichova lékařskou praxi. Tam také v městečku Haar 19. února 1916, den po svých 78. narozeninách, zemřel na selhání srdce.

### Život pedagoga

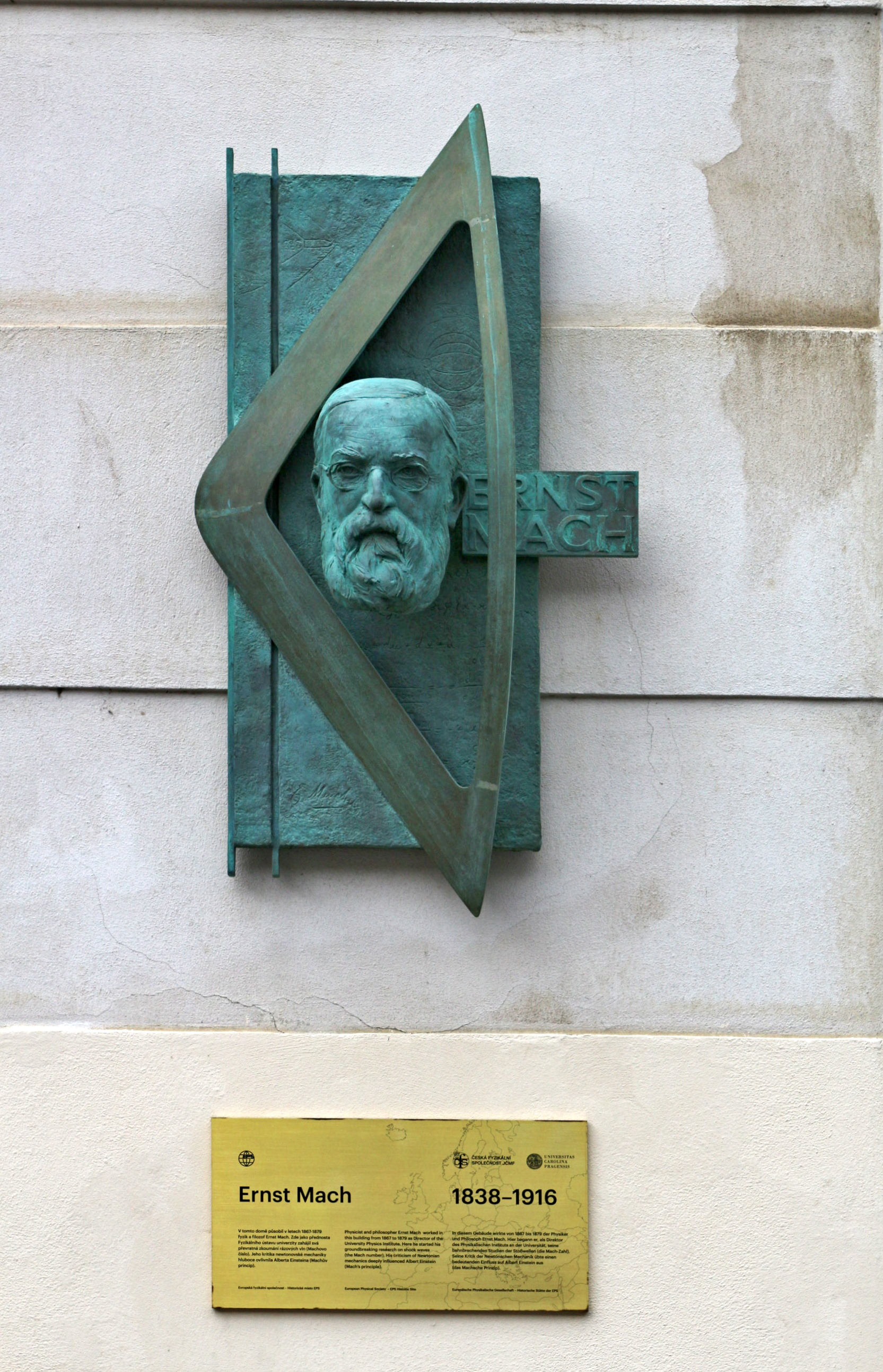
Busta Ernsta Macha na Ovocném trhu v Praze. Pod bustou je umístěna cedulka s textem:

| „ | Ernst Mach 1838-1916 V tomto domě působil v letech 1867-1879 fyzik a filozof Ernst Mach. Zde jako přednosta Fyzikálního ústavu univerzity zahájil svá převratná zkoumání rázových vln (Machovo číslo). Jeho kritika newtonovské mechaniky hluboce ovlivnila Alberta Einsteina (Machův princip). | “ |

V Praze, kam přišel v dubnu 1867 jako ředitel fyzikálního kabinetu, si najal byt na Staroměstském náměstí č. 19/549. Měl tak doslova pár kroků do Karolina i Klementina, dvou hlavních středisek tehdejší Karlo-Ferdinandovy univerzity. Zda hned v letním semestru 1866–1867 začal učit, však z oficiálního seznamu přednášek není možné zjistit.
Na univerzitě (Filozofické fakultě) byly přednášky z matematiky a fyziky určeny především budoucím středoškolským učitelům. Z ostatních oborů potřebovali vybrané partie z fyziky jen medici a farmaceuti. Na Machovy lekce, atraktivní množstvím názorných experimentů, chodili však kromě těch, kdo měli fyziku povinnou, také zájemci z jiných studijních zaměření a často dokonce i laická veřejnost.
V akademickém roce 1872–1873 se Mach stal děkanem Filozofické fakulty a sedm let nato (1879–1880) rektorem univerzity. Bylo to v období, kdy na škole vrcholily dlouholeté snahy o řešení národnostní otázky. Přirozený požadavek většiny české veřejnosti na plné zrovnoprávnění české a německé výuky byl přijatelným ústupkem i pro většinu německé části. Snahy změnit univerzitu na českou nebo naopak zachovat status quo chápaly obě strany jen jako krajní. Mach se klonil spíše k umírněnějšímu stanovisku. Čeněk Strouhal vzpomíná, že si volil Čechy za asistenty a sympatizoval s Jednotou českých matematiků . Z ekonomických důvodů však návrh rozdělit univerzitu na dvě školy nepodporoval: paralelní existenci českých i německých ústavů s knihovnami a dílnami považoval za příliš velký přepych. Nebyl ostatně jediný, kdo předvídal, že s dělením univerzity vzniknou finanční problémy. Plodné i neplodné diskuse skončily císařovým rozhodnutím, aby od zimního semestru 1882–1883 měla Praha jak c.k. Karlo-Ferdinandovu univerzitu německou, tak českou.
V roce 1883–1884 byl Mach zvolen rektorem podruhé, tentokrát už na univerzitě pouze německé. Záhy se ovšem funkce vzdal, nejspíše pro její neúnosnou časovou náročnost. Podle některých pramenů vyjádřil prý abdikací svůj postoj ke způsobu, jakým bylo národnostní vyrovnání provedeno.
Sám rozuměl a mluvil i česky.

### Život fyzika
Nikdo před ním ještě nevystoupil s tak ostrou kritikou Newtonových představ: prostor i čas jsou v Principiích (1687) definovány jako něco absolutního, na ničem nezávislého, objektivního a nepohyblivého. Přitom skutečná měření prostorových vzdáleností, časových intervalů, rychlostí pohybu a hmotností fyzikálních objektů mají povahu měření relativních. Vzdálenosti přece určujeme vzhledem k vybraným vztažným objektům, k laboratoři, Zemi, Slunci nebo hvězdnému systému: proč má tedy být zaváděn pojem absolutního prostoru? Podobně je tomu s časovými údaji odvozenými z pravidelně se opakujících procesů, např. rotace nebo oběhu Země apod. Pochyboval i o hmotnosti jako absolutní míře hmoty. Být praotcem teorie relativity ovšem kategoricky odmítl. K Einsteinově teorii měl dokonce zásadní výhrady.
Další Machova kritika patřila atomové hypotéze. Nedokázané představy, vytvářené jen pro názornost, se mu zdály nadbytečné a zavádějící. Všechny poznatky je prý třeba opírat výhradně o bezprostřední smyslové vnímání. Fakta byla vším, žádné modelové představy a úvahy o nich nepřipouštěl. Snažil se oprostit poznání od jakýchkoliv mimozkušenostních složek. Proč máme považovat svět za mozaiku, když její jednotlivé kamínky (atomy) nevidíme? Atomy bere na milost jen jako pojmové pomůcky umožňující ekonomický popis počitků. Vývoj ukázal, že se mýlil. Podle jeho vlastních slov však „chyby jedněch lidí bývají nezřídka ve svých důsledcích plodnější než objevy druhých“.

### Život filosofa
„Není žádná Machova filosofie,“ tvrdil, „nanejvýš snad přírodovědná metodologie a psychologie poznání, a obě jsou – jako všechny přírodovědné teorie – pouze předběžné nedokonalé pokusy.“ Přesto je počítán mezi nejvýznamnější teoretiky poznání, a to nejen fyzikálního.
Všechno, co nešlo dokázat zkušeností (experimentem), chtěl vyřadit. Spolu s Richardem Avenariem (1843–1896), švýcarským filosofem a svým vrstevníkem, patří k hlavním představitelům empiriokriticismu – filosofie kritické zkušenosti. Empiriokriticismus, nazývaný také machismus, je zvláštní odrůdou pozitivismu. Pozitivistického filosofa zajímá jen to, co je jisté, určité a spolehlivé, co nám předvádějí naše smysly: omezuje se tedy na sbírání skutečností a nepovažuje za nutné pátrat po jejich významu. Účelné je pouze pořádání jednotlivých věd, aby se staly přehlednější a mohly sloužit praktickému životu.
Empiriokriticismus usiluje o vytvoření přirozeného konceptu světa na základě čisté zkušenosti, bez metafyziky (poznatků přesahujících hranice smyslů, zkušenosti a názornosti). Cílem přírodovědy nemá být výzkum fenoménů, tedy toho, co se nám jeví, dává ve smyslech, ve zkušenosti, ale „hledání vzájemných vztahů mezi fenomény“, tvrdí Mach. To však neznamená, že by snad popíral prioritu ideje před jejím praktickým ověřením. Naopak „myšlenkový experiment je naprosto nutným předpokladem fyzikálního experimentu“. Velké fyzikální objevy dvacátého století daly za pravdu Machovým kritikům, např. Heinrichu Hertzovi nebo Ludwigu Boltzmannovi: fyzika bez metafyziky (teoretického domýšlení) není možná.

## Co o Machovi řekl Albert Einstein
Mach nebyl svým duchovním vývojem filozof, který si zvolil přírodní vědy jako objekt spekulací, ale mnohostranně zainteresovaný, horlivý přírodovědec, jemuž bylo zřejmě potěšením zkoumat dílčí otázky ležící i mimo ohnisko obecného zájmu.
Machovy filozofické studie pramení jedině z přání propracovat se k hledisku, z něhož by se daly různé vědní obory, jimž věnoval svou životní práci, posuzovat jednotně. Všechnu vědu chápe jako úsilí o uspořádání elementárních jednotlivých zkušeností, které označil jako počitky.
Při čtení Machových děl na nás přechází příjemná pohoda: stejnou musel pociťovat autor, když s lehkostí psal své obsažné, výstižné věty. Ale nejen pro intelektuální potěšení a radost z dobrého slohu je četba jeho knih tak přitažlivá, nýbrž i pro jeho laskavou, lidsky přátelskou a naději vzbuzující mysl, která často probleskuje mezi řádky, když se mluví o obecně lidských věcech.